# Typhlocirolana fontis
Typhlocirolana fontis är en kräftdjursart som först beskrevs av Gurney 1908.  Typhlocirolana fontis ingår i släktet Typhlocirolana och familjen Cirolanidae. Inga underarter finns listade i Catalogue of Life.